# Konstantin Boedogosski
Konstantin Faddejevitsj Boedogosski (Russisch: Константин Фаддеевич Будогосский)  (1822 - 6 februari 1875) was een Russisch majoor-generaal, cartograaf en militair statisticus.
Boedogosski studeerde aan de militaire school van Polatsk en de Dvorjanski Polk (adelsregiment), waar hij vaandrig was in de 5e artilleriebrigade om in 1844 te gaan studeren aan de Keizerlijke Militaire Academie in Sint-Petersburg. Na zijn afstuderen in 1846 werd hij opgenomen in de generale staf.
Hij bleek een uitstekende landmeter bij topografische en militair-statistische missies en deed gevechtstraining op tijdens de Krimoorlog: als kwartiermeester van de 7e infanteriedivisie nam hij toen deel aan de Slag om de Tsjorna en tijdens de begindagen van de Belegering van Sebastopol, bevond hij zich aan zuidzijde van deze stad. In 1857 werd hij met de rang van luitenant-kolonel aangesteld als opperkwartiermeester van de staf van de troepen in Oost-Siberië. In 1858 nam hij deel aan de demarcatiewerkzaamheden tussen de kraj Oessoeri en China en leidde hij een expeditie om het gebied tussen de Oessoeri en de zee in kaart te brengen. Begin mei 1859 stichtte hij daarbij de plaats Toeri Rog aan het Chankameer en midden juni van dat jaar bracht hij de kust vanaf de Expeditiebocht tot aan monding van de rivier de Toemen-Oela in kaart. Zijn werk toonde hij aan Moeravjov-Amoerski, die hem naar Peking stuurde om de nieuw vastgestelde grens te bespreken. Deze grensdemarcatie vormde de basis voor het bepalen van het oostelijke deel van de Chinees-Russische grens bij de vaststelling van het verdrag tijdens de Conventie van Peking op 2 november 1860. Boedogosski was echter reeds eerder in 1859 via Mongolië naar Irkoetsk vertrokken.
In 1860 voerde hij een wetenschappelijk onderzoek uit naar de vallei van de Kitoj, vanaf haar bovenlopen tot aan de gelijknamige plaats. Hiervoor vertrok hij eerst vanuit kuuroord Nilova Poestyn in het noordwesten, om over de rug van het gebergte Boven-Choldoj te trekken naar de Beneden-Choldoj, waar de bovenloop van de Kitoj begint. Vandaaruit vertrok hij stroomafwaarts, maar vanwege de ongunstige periode van het jaar en het hoge water kwam hij niet verder dan het Sachangermeer (in de Chamar-Daban). Hij vertrok vervolgens door de vallei van de Ospa ("pokken") naar de bovenloop van de rivier de Dajalona en ging vervolgens naar de Belaja en zo naar de Abakan. Net als bij zijn andere expedities vervaardigde hij van zijn reis een routekaart en hield hij een reisverslag bij.
In 1861 werd Boedogosski aangewezen om deel te nemen in een commissie voor het demarceren van de Priamoerje met China en nog in hetzelfde jaar verscheen een eerste kaart van Priamoerje en Primorje. Hiervoor kreeg hij de Orde van de Heilige Vladimir (4e klasse) en Heilige Anna (2e klasse) met kroon en tevens een levenslang pensioen.
Na zijn terugkeer uit Siberië werd Boedogosski aangesteld als opperkwartiermeester van het militair district Odessa, waarna hij in 1864 het bevel aanvaardde over het 55e infanterieregiment van Podolsk. In 1868 (volgens Glinojetski in 1870) werd hij bevorderd tot majoor-generaal en kreeg hij het bevel over de 1e brigade van de 12e infanteriedivisie. In februari 1875 overleed hij.
Een Kozakkennederzetting aan de benedenloop van de Oessoeri is naar hem vernoemd.